# 溝井裕一
溝井 裕一（みぞい ゆういち、1979年- ）は、日本のドイツ文学者、関西大学教授。

## 略歴
兵庫県生まれ。2003年関西大学文学部独文学科卒業、2008年同大学院博士課程修了、「ファウスト伝説 近代における「魔法使い」像の形成と変容」で文学博士。2011年関西大学文学部准教授、18年教授。2018年『水族館の文化史』でサントリー学芸賞受賞。

## 著書
- 『ファウスト伝説 悪魔と魔法の西洋文化史』文理閣 2009
- 『動物園の文化史 ひとと動物の5000年』勉誠出版 2014
- 『水族館の文化史　ひと・動物・モノがおりなす魔術的世界』勉誠出版、2018

### 共編著
- 『ヨーロッパ・ジェンダー文化論 女神信仰・社会風俗・結婚観の軌跡』浜本隆志, 伊藤誠宏,柏木治, 森貴史共著 明石書店 2011
- 『顔をみること 表された顔をめぐる美術史・文化史的断章』蜷川順子編著,鼓みどり, 中谷伸生, バーバラ・バート共著 関西大学出版部 2012
- 『ドイツ奇人街道』森貴史, 細川裕史共著 関西大学出版部 2014
- 『欧米社会の集団妄想とカルト症候群 少年十字軍、千年王国、魔女狩り、KKK、人種主義の生成と連鎖』浜本隆志編著, 柏木治, 高田博行,浜本隆三, 細川裕史,森貴史共著 明石書店 2015
- 『想起する帝国 ナチス・ドイツ「記憶」の文化史』細川裕史,齊藤公輔共編 勉誠出版 2017

## 論文
- <溝井裕一